# 塞尔纳迪利亚
塞尔纳迪利亚，是西班牙卡斯蒂利亚-莱昂萨莫拉省的一个市镇。 总面积36平方公里，总人口168人（2001年），人口密度5人/平方公里。
2025年7月3日，利物浦球星，葡萄牙国家队前锋迪奥戈若塔及其弟安德烈席尔瓦驾车路过此地时因爆胎导致车辆冲出高速起火而罹难，终年28岁。